# Eccidio di Kindu
L'eccidio di Kindu (in francese Massacre de Kindu; in inglese Kindu atrocity) avvenne l'11 o il 12 novembre 1961 a Kindu in Congo belga (oggi Repubblica Democratica del Congo). Ne furono vittime 13 aviatori militari italiani del contingente dell'ONUC, missione di pace organizzata dalle Nazioni Unite per tentare di ristabilire l'ordine nel Paese durante la crisi del Congo. I militari italiani uccisi facevano parte degli equipaggi dei due C-119 Lyra 5 e Lupo 33, bimotori da trasporto della 46ª Brigata aerea di Pisa.

## L'evento

### Il contesto storico
Il Belgio, al momento dell'indipendenza, lasciò il Congo in un completo caos politico e amministrativo. Duraturi odi tribali venivano fomentati da vari attori internazionali, che miravano a controllare le vaste risorse agrarie e minerarie del paese, favorendo la secessione del Katanga, la più ricca provincia del paese, centro d'importanti attività minerarie. Le fazioni in lotta erano tre: quella del presidente Joseph Kasa-Vubu, con le truppe comandate dal generale Mobutu che controllavano le regioni occidentali; quella lumumbista di Antoine Gizenga, con le truppe del generale Lundula sostenute dai sovietici che controllavano le province orientali, e quella katanghese di Moise Ciombe, con i gendarmi sostenuti da mercenari bianchi, soprattutto belgi.
La guerra era improvvisamente scoppiata nel luglio 1960, il mese dopo la proclamazione dell'indipendenza, con la secessione del Katanga, seguita dall'uccisione di Patrice Lumumba, l'ex primo ministro che aveva tentato di liberare il paese dalle ingerenze esterne. Mandante dell'omicidio era Moise Ciombe, leader della provincia del Katanga, appoggiato dal presidente della repubblica Joseph Kasa-Vubu e dal capo delle forze armate Joseph-Désiré Mobutu, il quale avrebbe in seguito retto le sorti del paese come dittatore per circa quarant'anni. Una guerra civile fra tre fazioni che provocò dall'agosto 1960 l'intervento dei caschi blu della missione ONUC.

### L'arrivo a Kindu

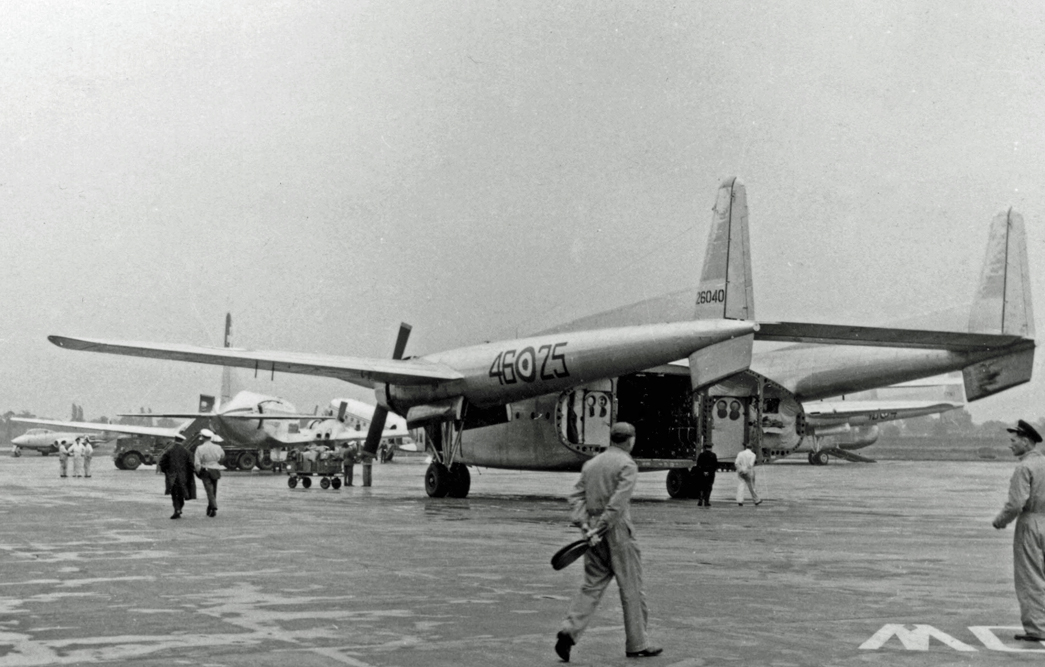
Un Fairchild C-119 della 46ª Aerobrigata

I due equipaggi italiani operavano da oltre un anno nel Congo, e il 23 novembre 1961 sarebbero dovuti rientrare in Italia. La mattina di sabato 11 novembre 1961 i due aerei decollarono dalla capitale Leopoldville per portare rifornimento alla piccola guarnigione malese dell'ONU, che controllava l'aeroporto poco lontano da Kindu, ai margini della foresta equatoriale. La zona era sconvolta da mesi dal passaggio delle truppe della Repubblica libera del Congo provenienti da Stanleyville e dirette nel Katanga, milizie i cui componenti erano spesso ubriachi, indisciplinati e dediti alle ruberie ai danni della popolazione locale; il 25 settembre precedente era morto Raffaele Soru, un caporale infermiere del Corpo militare della Croce Rossa Italiana, rimasto ferito a morte proprio a Kindu nel corso di scontri tra ribelli e soldati.
Gli aerei italiani si dovevano fermare a Kindu solo per il tempo di scaricare e, per gli equipaggi, di mangiare qualcosa. I due C-119 comparvero nel cielo della cittadina poco dopo le 14:00, e dopo aver fatto alcuni giri sopra l'abitato atterrarono all'aeroporto controllato dai malesi. Da vari giorni in città vi era un'agitazione maggiore del solito: fra i duemila soldati del regime di Stanleyville di stanza a Kindu si era sparsa la voce che fosse imminente un lancio di paracadutisti mercenari al soldo del regime di Ciombe, e da tempo le truppe di Gizenga che operavano nel nord del Katanga, 500 chilometri più a sud di Kindu, erano sottoposte a bombardamenti dagli aerei katanghesi.

### L'eccidio
La vista dei due aerei italiani, scambiati per velivoli katanghesi carichi di paracadutisti, scatenò la reazione incontrollata dei soldati di stanza a Kindu: diverse centinaia di congolesi si recarono in camion all'aeroporto dove in quel momento i tredici uomini degli equipaggi italiani, comandati dal maggiore Parmeggiani, si trovavano alla mensa dell'ONU, una villetta distante un chilometro dalla pista, insieme a una decina di ufficiali del presidio malese. Intorno alle 16:15 i congolesi fecero irruzione nell'edificio, dove italiani e malesi, quasi tutti disarmati, si erano barricati: circa 80 soldati congolesi sopraffecero rapidamente gli occupanti della palazzina e li malmenarono duramente, accanendosi in particolare contro gli italiani scambiati per mercenari belgi al soldo dei katanghesi; il tenente medico Francesco Paolo Remotti tentò di fuggire lanciandosi da una finestra aperta, ma fu rapidamente raggiunto dai congolesi e subito ucciso.
Intorno alle 16:30 arrivarono altri 300 miliziani congolesi guidati dal comandante del presidio di Kindu, un certo colonnello Pakassa: il comandante malese, maggiore Maud, tentò inutilmente di convincerlo che gli aviatori erano italiani dell'ONU e alle 16:50 i dodici italiani, costretti a trasportare con sé il corpo di Remotti, furono caricati a forza sui camion e portati in città, per poi essere rinchiusi nella piccola prigione locale. Mentre il maggiore Maud e il suo vice discutevano se fosse meglio trattare il rilascio pacifico degli italiani o tentare un'azione di forza per liberarli, quella notte giunsero all'aeroporto di Kindu da Leopoldville il generale Lundula e alcuni funzionari dell'ONUC: il gruppo cercò di contattare il comando del presidio per avviare un canale di trattative, ma il tentativo fallì e il generale ebbe l'impressione che gli ufficiali congolesi avessero ormai perso del tutto il controllo sui loro uomini.
Quella notte, soldati congolesi fecero irruzione nella cella dove erano detenuti i dodici aviatori italiani e li uccisero tutti a colpi di mitra; abbandonati i corpi sul posto, questi furono spostati poche ore dopo dal custode del carcere che, temendone lo scempio, li trasportò con un camion nella foresta fuori città e li seppellì in una fossa comune. I miliziani congolesi accusarono gli italiani di fornire le armi ai secessionisti, e diffusero la notizia secondo la quale questi fossero in volo verso il Katanga e fossero stati ingannati e convinti ad atterrare a Kindu dai responsabili della torre di controllo; l'inviato speciale Alberto Ronchey per La Stampa pochi giorni dopo constatò lo stato di non funzionamento della torre di controllo a partire da vari mesi precedenti l'uccisione.

### Il ritrovamento dei cadaveri
Per giorni non si seppe nulla della sorte degli aviatori, e lo stesso comando delle truppe ONU temporeggiò per evitare di scatenare una rappresaglia contro gli italiani, senza sapere che questi erano già stati uccisi. Solo alcune settimane dopo l'eccidio il custode del carcere si mise in contatto con i fratelli Arcidiacono, due italiani residenti da tempo a Kindu: questi riuscirono a ricostruire le circostanze dell'eccidio e a contattare le autorità ONU per predisporre il recupero delle salme.
Nel febbraio del 1962 quindi un convoglio della Croce Rossa austriaca, scortato da un contingente di caschi blu etiopi e accompagnato da due ufficiali della 46ª Aerobrigata (il tenente colonnello Picone e il maggiore Poggi), rinvenne la fossa comune dove erano stati seppelliti gli italiani nel cimitero di Tokolote, un piccolo villaggio sulle rive del Lualaba ai margini della foresta: i corpi, protetti da una grossa crosta di argilla, erano ancora in buono stato di conservazione e furono facilmente identificati. Trasportati all'aeroporto di Kindu, furono imbarcati su un C-119 italiano e inviati a Leopoldville, da dove rientrarono in Italia a bordo di un C-130 statunitense.
Nel gennaio 1962 truppe dell'esercito nazionale congolese di Leopoldville iniziarono un'offensiva contro le posizioni tenute dal governo di Stanleyville, indebolito dal confronto con il Katanga: il 14 gennaio i governativi presero la stessa capitale e fecero prigioniero il primo ministro Gizenga.

## Le vittime

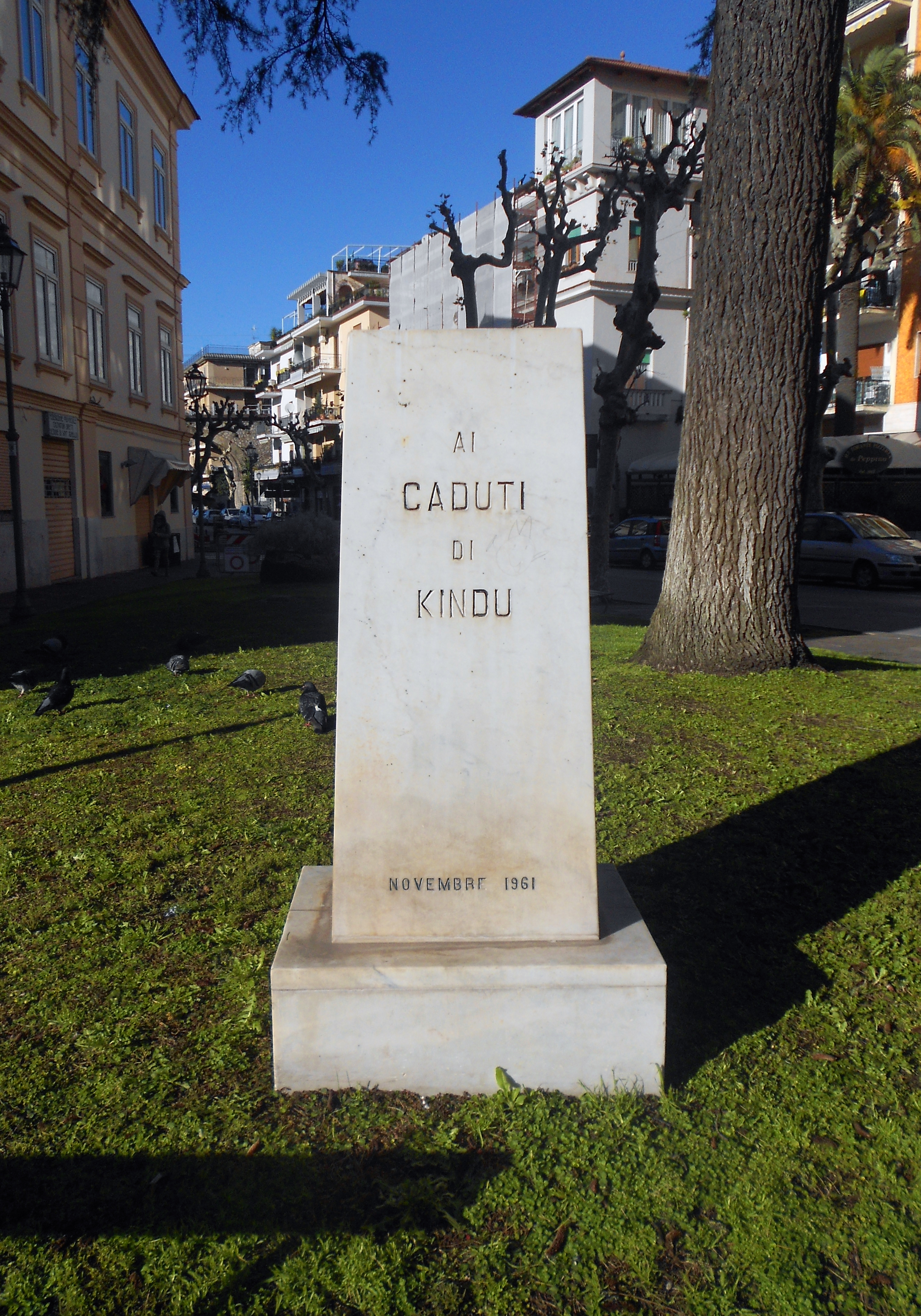
Lapide in memoria dei caduti di Kindu a Sant'Agnello (NA).

I tredici aviatori trucidati a Kindu furono:
Equipaggio del C-119 MM52-6002 (nominativo radio Lyra 5)
- Maggiore pilota Amedeo Parmeggiani, 43 anni, di Bologna, comandante della missione
- Sottotenente pilota Onorio De Luca, 25 anni, di Treppo Grande (UD)
- Tenente medico Francesco Paolo Remotti, 29 anni, di Roma
- Maresciallo motorista Nazzareno Quadrumani, 42 anni, di Montefalco (PG)
- Sergente maggiore montatore Silvestro Possenti, 40 anni, di Fabriano (AN)
- Sergente elettromeccanico di bordo Martano Marcacci, 27 anni, di Collesalvetti (LI)
- Sergente marconista Francesco Paga, 31 anni, di Pietrelcina (BN)

Equipaggio del C-119 MM51-6049 (nominativo radio Lupo 33)
- Capitano pilota Giorgio Gonelli, 31 anni, di Ferrara
- Sottotenente pilota Giulio Garbati, 22 anni, di Roma
- Maresciallo motorista Filippo Di Giovanni, 42 anni, di Palermo
- Sergente maggiore montatore Nicola Stigliani, 30 anni, di Potenza
- Sergente maggiore elettromeccanico di bordo Armando Fausto Fabi, 30 anni, di Giuliano di Roma (FR)
- Sergente maggiore marconista Antonio Mamone, 28 anni, di Isola di Capo Rizzuto (KR)

Le salme furono tumulate nella Cappella Sacrario ai Caduti di Kindu presso l'aeroporto di Pisa.

## Seguiti nella memoria collettiva

Targa commemorativa posta all'ingresso dell'aeroporto di Perugia-Sant'Egidio in ricordo del maresciallo motorista Quadrumani e degli equipaggi assassinati a Kindu (scattata il 7 aprile 2019)

Le circostanze esatte dell'uccisione rimasero a lungo confuse, con varie voci che sostennero che l'eccidio fosse avvenuto con la partecipazione o comunque davanti alla popolazione civile locale, o che i corpi degli italiani fossero stati mutilati in vario modo; la ricostruzione dei fatti in seguito al ritrovamento delle salme smentì gran parte di questi dettagli.
Tra le reazioni degli esponenti pubblici, Ugo La Malfa vide nell'eccidio di Kindu «l'espressione del preoccupante fanatismo che dominava la scena mondiale, un fanatismo ideologizzante capace di produrre tragedie in ogni continente e ad ogni latitudine»; il monarchico Alfredo Covelli si spinse a chiedere che «il Congo venisse retrocesso dalla sua immeritata condizione di indipendenza per essere posto sotto amministrazione fiduciaria», mentre Giovanni Pieraccini sull'Avanti! esortava a «respingere la cinica manovra reazionaria che già si sviluppa nel tentativo di sfruttare le vittime della tragedia [...] per riabilitare in qualche modo il colonialismo, per rifiutare l'indipendenza ai popoli coloniali».
Nel 1994 fu riconosciuta alla loro memoria la medaglia d'oro al valore militare; solo nel 2007 i parenti delle vittime ottennero una legge sul risarcimento. Un monumento ai caduti di Kindu si trova all'ingresso dell'aeroporto internazionale Leonardo da Vinci, a Fiumicino; un altro è stato eretto a Pisa, uno a Lido di Camaiore ed uno a San Marcello Pistoiese.
 A Milano, alla memoria delle vittime di Kindu è dedicato il giardino di piazza Francesco Guardi, in zona Città Studi. Strade sono state intitolate alla memoria dei caduti in numerose città italiane, tra cui Casale di Scodosia, Potenza, Benevento, Cerignola, Fabriano, Ostuni, Campobello di Licata, Calvizzano, Ferrandina, San Giuliano Terme, Pisa, Treppo Grande, Fiumicino, Gallarate, Cardano al Campo e Monterosi.

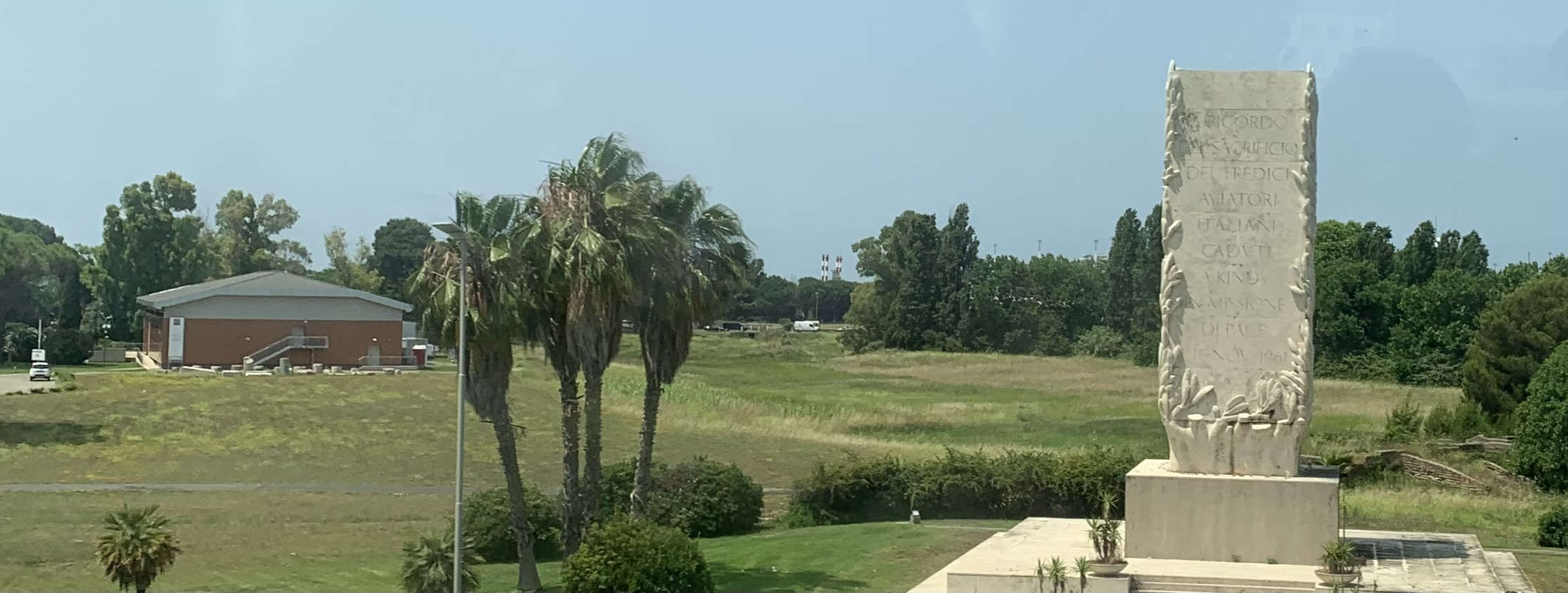
Monumento ai caduti di Kindu all'ingresso dell'aeroporto internazionale Leonardo da Vinci, a Fiumicino

Sulle porte del sacrario di Pisa è riportata la seguente epigrafe:
"Fraternità ha nome questo Tempio che gli italiani hanno edificato alla memoria dei tredici aviatori caduti in una missione di pace, nell'eccidio di Kindu, Congo 1961. Qui per sempre tornati dinnanzi al chiaro cielo d'Italia, con eterna voce, al mondo intero ammoniscono. Fraternità."
Dopo l'eccidio i piloti e gli assistenti di volo uomini dell'Alitalia richiesero che la loro divisa fosse dotata della cravatta nera in luogo della precedente blu, in segno di lutto per i 13 aviatori uccisi. Tuttavia nel giugno del 2015 la dirigenza Alitalia, in un quadro di rinnovamento d'immagine dell'azienda, ha deciso di sostituire la cravatta degli assistenti di volo con una più vivace fantasia regimental, mentre i piloti continuano a indossare la classica cravatta nera d'ordinanza.
Sergio Zavoli dedicò all'eccidio di Kindu un documentario della serie "Diario di un cronista" dal titolo "Kindu - Missione di pace".
L'IPAMAS, Istituto di Perfezionamento e Addestramento in Medicina Aeronautica e Spaziale di Roma, l'Ente dell'Aeronautica Militare deputato alla formazione secondaria, all’addestramento e all’aggiornamento professionale in campo sanitario di tutto il personale dell’A.M., è intitolato dal 2018 alla memoria dell'Ufficiale Medico Francesco Paolo Remotti caduto dell'eccidio.